# Gare de Knokke
La gare de Knokke (en néerlandais : station Knokke) est une gare ferroviaire belge de la ligne 51B, de Y Dudzele à Knokke, située à Knokke, section de la commune de Knokke-Heist, dans la province de Flandre-Occidentale en Région flamande.
Elle est mise en service en 1920 par l'administration des chemins de fer de l'État belge. C'est une gare de la Société nationale des chemins de fer belges (SNCB), desservie par des trains InterCity (IC) et d'heure de pointe (P).

## Situation ferroviaire

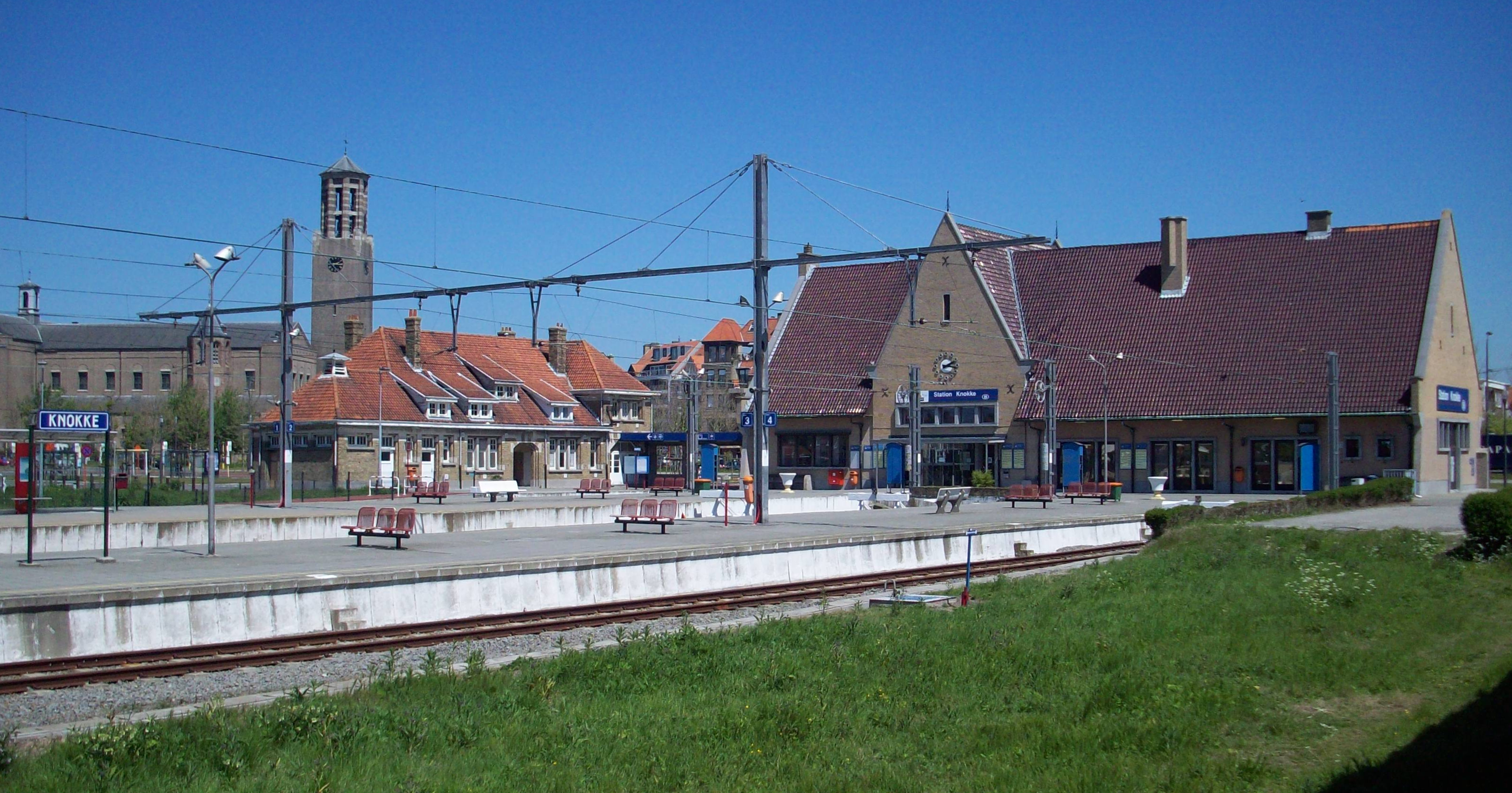
Quais et voies.

Établie à 4 mètres d'altitude, la gare terminus de Knokke est située au point kilométrique (PK) 14,100 de la ligne 51B, de Y Dudzele à Knokke, après la gare de Duinbergen.

## Historique

### Histoire
La station de « Knocke-sur-Mer » est mise en service le 29 juin 1920 par l'administration des chemins de fer de l'État belge, lorsqu'elle ouvre à l'exploitation la ligne de Bruges à Knocke via Zeebruges du fait de la création d'un prolongement de Heist à Knocke par l'occupant lors de la guerre. Le premier bâtiment est une construction provisoire en bois,.
En 1928, la Société nationale des chemins de fer belges (SNCB) fait publier une affiche pour un train de luxe « Pullman Express », de Paris à Lille et à la « Côte Belge », ayant pour terminus Knocke. Cette relation ne fut en service qu'une année, les Parisiens préférant le soleil de la Côte d'Azur.
En 1932 est ouvert un ensemble de bâtiments dus à l'ingénieur G. Duchateau et l'architecte Paul Nouille. La nouvelle gare comprend notamment un bâtiment principal, un autre pour les bureaux et une halle à marchandises. La partie centrale est endommagée au début de la Seconde Guerre mondiale et détruite en 1944. La ligne entre Knokke et Duinbergen est rétablie le 18 avril 1946. L'élément sinistré est remplacé par un nouvel édifice en 1956.
En 1983, afin d’agrandir le port de Zeebrugges, la gare est desservie par une nouvelle ligne directe (ligne 51B) entre Bruges et Heist, ne passant plus par Zeebruges.

### Nom de la gare
Lors de sa mise en service, la station s'appelle « Knocke-sur-Mer ». En 1926 elle est citée en néerlandais et en français « Knocke-aan-Zee/Knocke-sur-Mer ». En 1930 « Knokke-Zee (Zoute) » puis « Knokke » à partir de 1978.

## Service des voyageurs

### Accueil
Gare de la SNCB, elle dispose d'un bâtiment voyageurs, avec guichets, ouvert tous les jours. Elle est équipée d'automates pour l'achat de titres de transport et de consignes à bagages automatiques. Des aménagements, équipements et services sont à la disposition des personnes à la mobilité réduite.

### Desserte
Knokke est une gare terminus, desservie par des trains InterCity (IC) en relation horaire cadencée et, uniquement en semaine, par des trains d’heure de pointe (P) de la SNCB (voir brochure de la ligne commerciale 50a). Des trains supplémentaires (ICT), à destination de Blankenberge, sont mis en circulation pendant la saison touristique.
Au départ de Knokke, il existe :
- des trains IC entre Knokke et Liège-Guillemins (en semaine), passant par Bruxelles-Aéroport-Zaventem (les deux derniers de la soirée ne vont pas plus loin que Bruges) ;
- quatre trains P entre Knokke et Bruges (en début de journée) ;
- deux trains P entre Bruges et Knokke (en début d'après-midi) ;
- deux trains P entre Bruges et Knokke (en début de soirée).

Durant les grandes vacances d'été, des trains supplémentaires (T) font la navette entre Bruges et Knokke, répartis sur toute la journée. Neuf aller-retour circulent par jour en semaine et le week-end.
Le plan de transport de décembre 2017 de la SNCB a vu l'instauration d’une desserte directe entre Knokke et Bruxelles-Aéroport-Zaventem séparée de la desserte Blankenberge - Genk, ce qui a mis fin au couplage des trains en gare de Bruges au profit de deux trains séparés (d’où un gain de temps dans chaque direction).

### Intermodalité
Un parc pour à vélos et un parking sont aménagés à ses abords.

## Comptage voyageurs
Ces graphique et tableau montrent le nombre de voyageurs embarquant en moyenne durant la semaine, le samedi et le dimanche.
| Nombre de passagers qui embarquent en gare | Nombre de passagers qui embarquent en gare | Nombre de passagers qui embarquent en gare | Nombre de passagers qui embarquent en gare |
|                                            | Semaine                                    | Samedi                                     | Dimanche                                   |
| ------------------------------------------ | ------------------------------------------ | ------------------------------------------ | ------------------------------------------ |
| 1977                                       | 1 679                                      | 1 078                                      | 1 224                                      |
| 1978                                       | 1 472                                      | 961                                        | 1 066                                      |
| 1979                                       | 1 173                                      | 567                                        | 993                                        |
| 1980                                       | 1 100                                      | 670                                        | 824                                        |
| 1981                                       | 1 018                                      | 711                                        | 823                                        |
| 1982                                       | 1 252                                      | 759                                        | 1 187                                      |
| 1983                                       | 941                                        | 563                                        | 913                                        |
| 1984                                       | 1 333                                      | 831                                        | 1 153                                      |
| 1985                                       | 970                                        | 607                                        | 1 091                                      |
| 1986                                       | 1 323                                      | 586                                        | 1 394                                      |
| 1987                                       | 1 229                                      | 608                                        | 1 427                                      |
| 1988                                       | 1 470                                      | 939                                        | 1 499                                      |
| 1989                                       | 1 262                                      | 508                                        | 1 411                                      |
| 1990                                       | 768                                        | 639                                        | 1 105                                      |
| 1991                                       | 962                                        | 686                                        | 1 203                                      |
| 1992                                       | 1 020                                      | 720                                        | 1 201                                      |
| 1993                                       | 1 147                                      | 740                                        | 1 226                                      |
| 1994                                       | 1 125                                      | 1 120                                      | 1 295                                      |
| 1995                                       | 1 151                                      | 1 029                                      | 1 685                                      |
| 1996                                       | 1 313                                      | 740                                        | 687                                        |
| 1997                                       | 1 338                                      | 882                                        | 1 654                                      |
| 1998                                       | 855                                        | 624                                        | 1 022                                      |
| 1999                                       | 770                                        | 724                                        | 1 002                                      |
| 2000                                       | 1 243                                      | 1 020                                      | 1 590                                      |
| 2001                                       | 1 256                                      | 1 050                                      | 1 280                                      |
| 2002                                       | 1 193                                      | 1 150                                      | 1 378                                      |
| 2003                                       | 995                                        | 950                                        | 1 640                                      |
| 2004                                       | 996                                        | 1 258                                      | 1 340                                      |
| 2005                                       | 1 322                                      | 1 469                                      | 2 164                                      |
| 2006                                       | 1 069                                      | 1 121                                      | 1 642                                      |
| 2007                                       | 1 000                                      | 791                                        | 940                                        |
| 2008                                       | -                                          | -                                          | -                                          |
| 2009                                       | 782                                        | 681                                        | 1 120                                      |
| 2010                                       | -                                          | -                                          | -                                          |
| 2011                                       | -                                          | -                                          | -                                          |
| 2012                                       | 724                                        | 510                                        | 962                                        |
| 2013                                       | 741                                        | 505                                        | 812                                        |
| 2014                                       | 858                                        | 641                                        | 1 285                                      |
| 2015                                       | 740                                        | 460                                        | 837                                        |
| 2016                                       | 530                                        | 402                                        | 695                                        |
| 2017                                       | 673                                        | 653                                        | 986                                        |
| 2018                                       | 727                                        | 624                                        | 706                                        |
| 2019                                       | 786                                        | 778                                        | 971                                        |
| 2020                                       | 537                                        | 294                                        | 160                                        |
| 2021                                       | -                                          | -                                          | -                                          |
| 2022                                       | 770                                        | 770                                        | 1 222                                      |
| 2023                                       | 768                                        | 1 751                                      | 1 035                                      |
| 2024                                       | 746                                        | 883                                        | 1 168                                      |

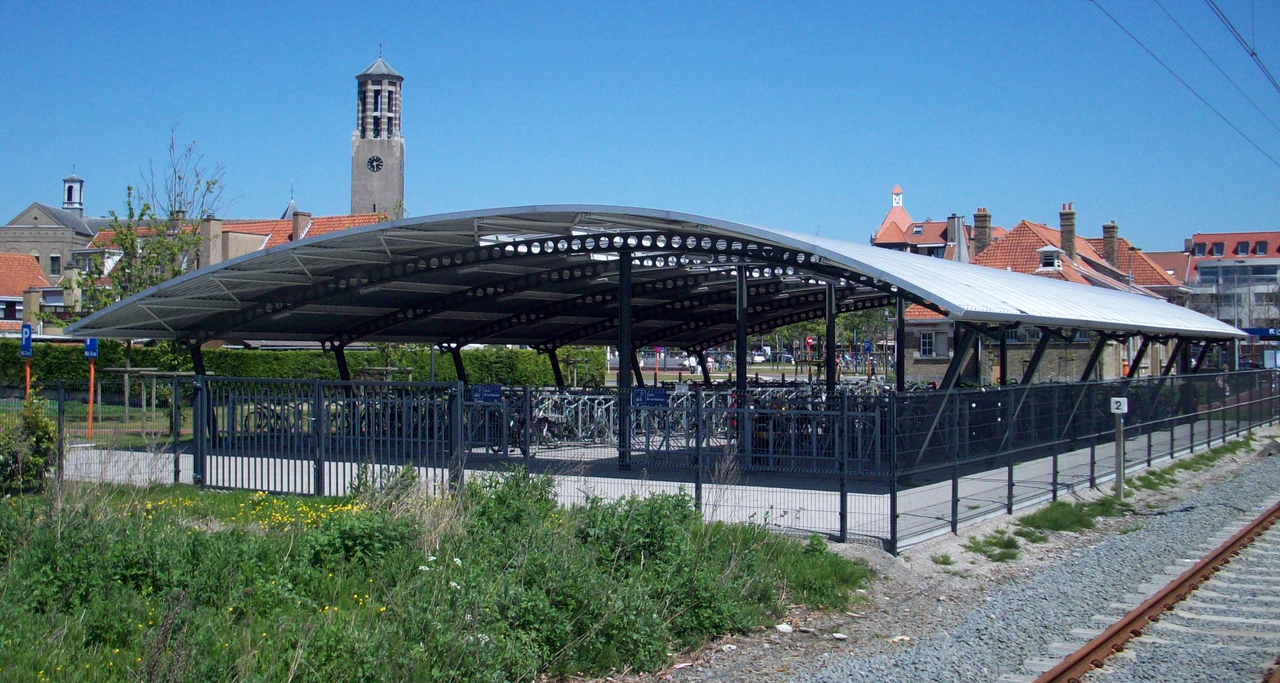
Parc à vélos.
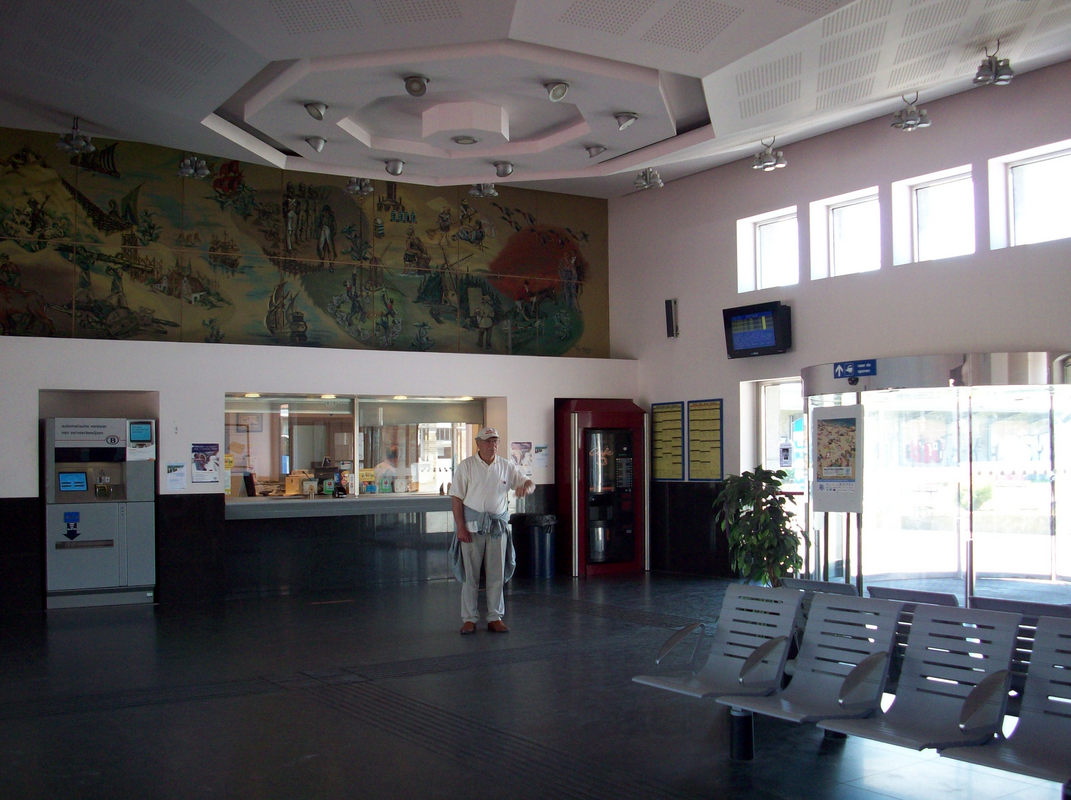
Hal et guichets.
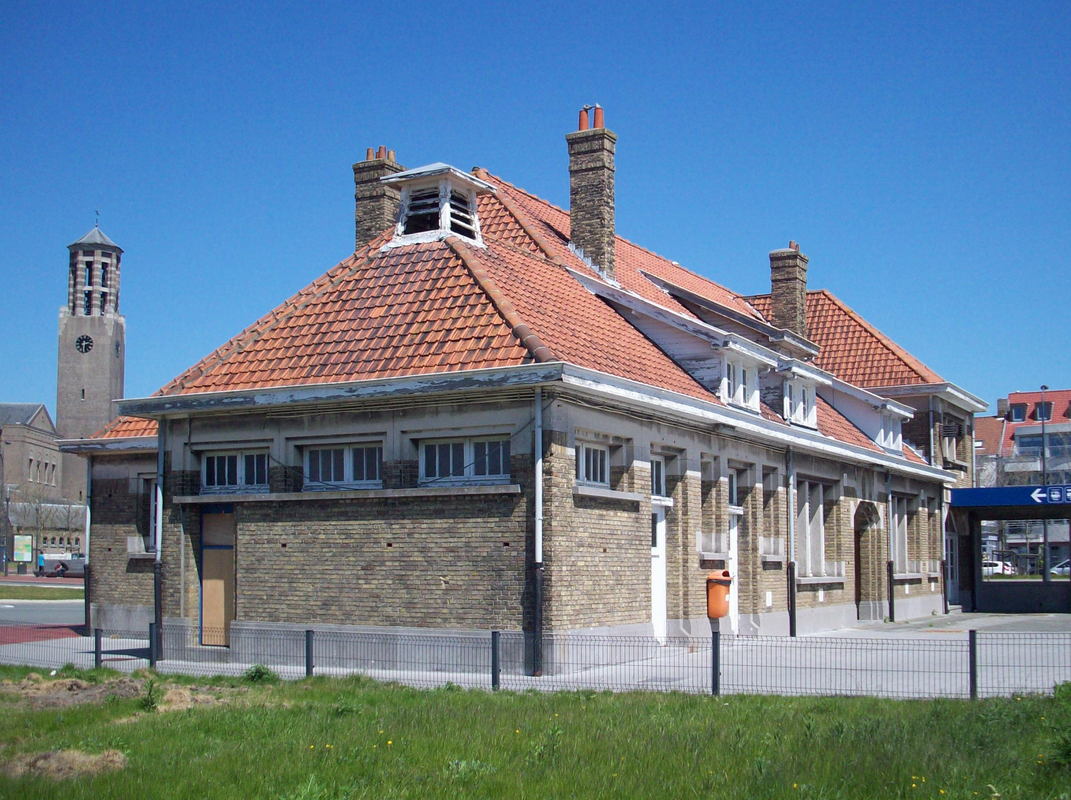
Bâtiment secondaire de 1932.
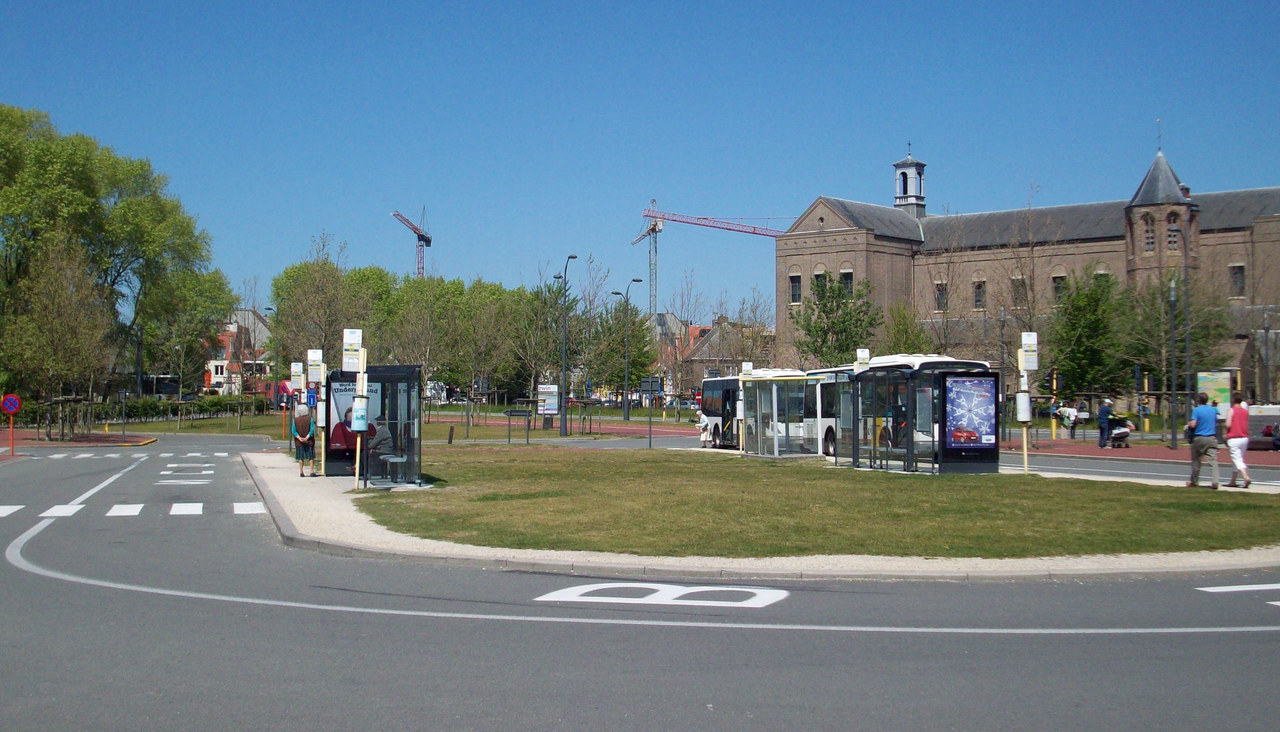
Arrêts de bus.

## À la télévision
Les quais et les voies de la gare sont brièvement visibles dans une publicité de McDonald's.